# Albert Dejonghe

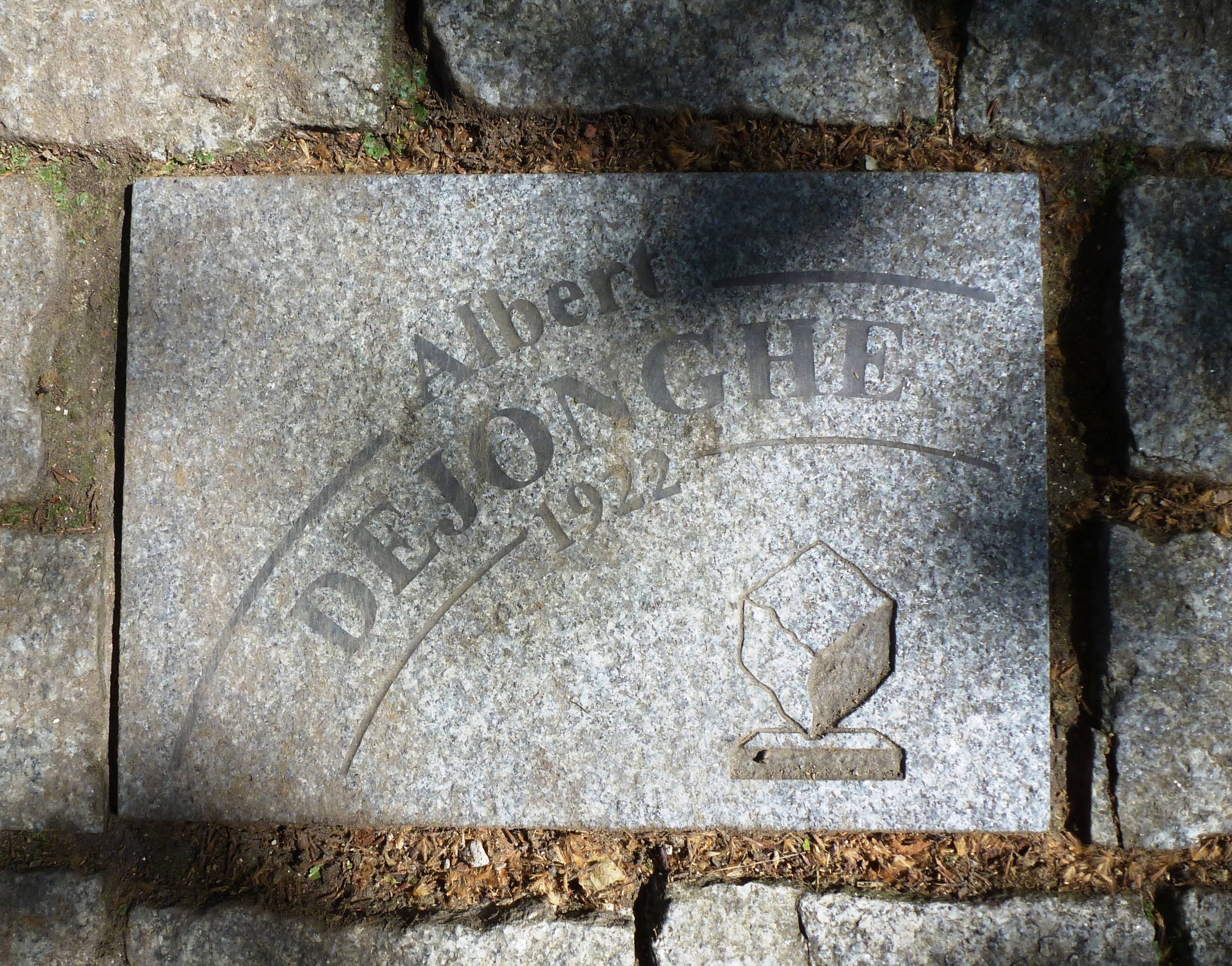
Pflasterstein für Albert Dejonghe auf der Allée Charles Crupelandt in Roubaix

Albert „Berten“ Dejonghe (* 14. Februar 1894 in Middelkerke; † 23. Februar 1981 ebenda) war ein belgischer Radrennfahrer.
Albert Dejonghe war Profi-Radrennfahrer von 1914 bis 1927. Sein größter Erfolg war der Sieg bei Paris–Roubaix im Jahre 1922. 1926 siegte er im Eintagesrennen Paris–Angers. 1920 wurde er Dritter bei Paris–Tours, 1920 Zweiter und 1923 Dritter bei der Flandern-Rundfahrt.
Dejonghe startete neunmal bei der Tour de France; 1923 gewann er eine Etappe. Bei der Tour de France 1925 belegte er den fünften Platz in der Gesamtwertung, 1926 den sechsten.
Zur Erinnerung an ihn findet seit Anfang der 1980er Jahre in seiner Heimatstadt der „Grote Prijs Berten De Jonghe“ statt. Im April 2009 wurde eine Gedenktafel für ihn enthüllt.